# Hopeïet
Het mineraal hopeïet is een gehydrateerd zink-fosfaat met de chemische formule Zn3(PO4)2·4H2O.

## Eigenschappen
Het doorzichtig tot doorschijnend kleurloze, (grijs)witte of (licht)gele hopeïet heeft een glasglans, een witte streepkleur en de splijting van het mineraal is perfect volgens het kristalvlak [100], goed volgens [010] en slecht volgens [001]. Het kristalstelsel is orthorombisch. Hopeïet heeft een gemiddelde dichtheid van 3, de hardheid is 3 en het mineraal is niet radioactief.

## Naam
Het mineraal hopeïet is genoemd naar de Schotse scheikundige Thomas Charles Hope (1766 - 1844). De Schot David Brewster beschreef het voor het eerst in België in 1824.

## Voorkomen
Hopeïet is een secundair mineraal, dat gevormd wordt in zink-afzettingen. De typelocatie is Vieille Montagne (Altenberg), Moresnet, provincie Luik, België. Het mineraal wordt verder onder andere gevonden in de Broken Hill-mijn, Kabwe, Zambia.